# Groupe d'IC 4329
Le groupe d'IC 4329 comprend au moins 25 galaxies situées dans les constellations du Centaure et de l'Hydre. La distance moyenne entre ce groupe et la Voie lactée est d'environ 64,9 Mpc (∼212 millions d'al). 

## Caractéristiques inhabituelles
Le groupe d'IC 4329 renferme une proportion très important de ses membres, soit 13 galaxies, dont le diamètre atteint presque ou dépasse 150 000 années-lumière,  Le diamètre d'IC 4329 pourrait même atteindre près de 700 000 années-lumière. Peu de groupes contiennent autant de vastes galaxies.
On remarque également que la distance de Hubble est manifestement plus grande que la distance moyenne obtenue de méthodes indépendantes du décalage vers le rouge pour la plupart des galaxies, ESO 445-15 faisant exception. Pour les 11 galaxies présentant quatre mesures indépendantes du décalage ou plus, la distance moyenne est égale à 62,3 ± 5,9 Mpc (∼203 millions d'al). Cela semble indiquer que l'ensemble du groupe d'IC 4329 se dirige en direction opposée de la Voie lactée avec une vitesse propre importante.

## Membres
Le tableau ci-dessous liste les 25 galaxies du groupe indiquées dans l'article de A.M. Garcia paru en 1993. PGC 48894 ne fait pas partie de la liste de Garcia. Il faut donc l'ajouter à ce groupe, car elle forme une paire de galaxies avec NGC 5291. 
| Nom        | Constellation | Class.       | Type                  | α (J2000.0)   | δ (J2000.0)  | Vitesse radiale (km/s) | m                | Distance (Mpc) | Diamètre (kal) | Distance (kal) |
| ---------- | ------------- | ------------ | --------------------- | ------------- | ------------ | ---------------------- | ---------------- | -------------- | -------------- | -------------- |
| NGC 5291   | Centaure      | E-S0,        | Lenticulaire          | 13h 47m 24.5s | -30° 24′ 25″ | 4378 ± 6               | 14,1             | 68,6 ± 4,8     | 85             | 56,9           |
| NGC 5292   | Centaure      | (R')SA(rs)ab | Spirale               | 13h 47m 40.1s | -30° 56′ 22″ | 4466 ± 5               | 11,8             | 69,8 ± 4,9     | 234            | 38,8 ± ? A,    |
| NGC 5298   | Centaure      | SB(r)b       | Spirale barrée        | 13h 48m 36.5s | -30° 25′ 43″ | 4350 ± 10              | 13,1             | 68,1 ± 4,8     | 127            | 61,5 ± 13,9    |
| NGC 5328   | Hydre         | E1?          | Elliptique            | 13h 52m 53.3s | -28° 29′ 22″ | 4740 ± 6               | 11,6             | 73,8 ± 5,2     | 252            | 56,4 ± 15,5    |
| NGC 5357   | Centaure      | E            | Elliptique            | 13h 55m 59.5s | -30° 20′ 29″ | 4868 ± 4               | 12,0             | 75,7 ± 5,3     | 184            | 55,2 ± 11,3    |
| IC 4319    | Hydre         | SA(s)bc?     | Spirale               | 13h 43m 26.6s | -29° 48′ 12″ | 4653 ± 10              | 13,2             | 72,7 ± 5,1     | 124            | 62,1 ± 5,5     |
| IC 4326    | Hydre         | S?           | Spirale               | 13h 48m 21.5s | -29° 37′ 35″ | 4530 ± 26              | 13,5             | 70,8 ± 5,0     | 88             | x              |
| IC 4328    | Hydre         | S?           | Spirale               | 13h 49m 02.9s | -29° 56′ 13″ | 4170 ± 45              | 13,9             | 65,5 ± 4,6     | 76             | x              |
| IC 4329    | Centaure      | SAB(s)0-     | Lenticulaire          | 13h 49m 05.3s | -30° 17′ 45″ | 4539 ± 8               | 11,3             | 70,9 ± 5,0     | 568            | 58,9 ± 14,8    |
| IC 4329A   | Centaure      | S0-a         | Lenticulaire          | 13h 49m 19.2s | -30° 18′ 34″ | 4813 ± 15              | 13,0             | 75,0 ± 5,3     | 386            | x              |
| ESO 444-75 | Centaure      | I?           | Irrégulière           | 13h 35m 47.1s | -30° 52′ 36″ | 4508 ± 16              | 13,88            | 70,6 ± 5,0     | 132            | x              |
| ESO 445-14 | Centaure      | S?           | Spirale               | 13h 42m 08.8s | -30° 45′ 48″ | 4770 ± 26              | 11,15 ± 0,05     | 74,4 ± 5,2     | 148            | 52,6 ± ? A     |
| ESO 445-15 | Centaure      | S?           | Spirale               | 13h 42m 14.5s | -31° 02′ 14″ | 4382 ± 8               | 12,06            | 68,7 ± 4,8     | 133            | 71,4 ± 7,2     |
| ESO 445-2  | Centaure      | SA0-         | Lenticulaire          | 13h 39m 23.5s | -30° 46′ 27″ | 4339 ± 21              | 10,60 ± 0,09     | 68,1 ± 4,8     | 220            | 49,9 ± ? A     |
| ESO 445-26 | Centaure      | S?           | Spirale               | 13h 46m 32.8s | -30° 52′ 44″ | 5194 ± 3               | 12,38 ± 0,09     | 80,6 ± 5,7     | 226            | 72,4 ± 11,4    |
| ESO 445-28 | Hydre         | E            | Elliptique            | 13h 47m 18.7s | -29° 48′ 32″ | 4550 ± 5               | 12,67 ± 0,09     | 71,1 ± 5,0     | 106            | 67,3 ± 3,5 A   |
| ESO 445-35 | Centaure      | SB(rs)b      | Spirale barrée        | 13h 48m 11.1s | -30° 27′ 07″ | 4812 ± 26              | 12,52 ± 0,09     | 75,0 ± 5,3     | 159            | x              |
| ESO 445-40 | Centaure      | SAB(r)0^0^   | Lenticulaire          | 13h 48m 39.1s | -30° 48′ 39″ | 5068 ± 4               | 12,68 ± 0,09     | 78,7 ± 5,5     | 172            | 59,8 ± 17,6    |
| ESO 445-49 | Centaure      | SA0/a        | Lenticulaire          | 13h 49m 09.4s | -31° 09′ 54″ | 5056 ± 26              | 11,97 ± 0,09     | 78,5 ± 5,5     | 363            | x              |
| ESO 445-51 | Hydre         | (R)SAB(r)ab? | Spirale intermédiaire | 13h 49m 20.9s | -28° 12′ 04″ | 5000 ± 10              | 11,25 ± 0,09     | 77,8 ± 5,5     | 155            | x              |
| ESO 445-58 | Centaure      | SB(r)bc      | Spirale barrée        | 13h 51m 19.7s | -31° 08′ 53″ | 5053 ± 5               | 11,52 ± 0,05     | 78,4 ± 5,5     | 149            | 62,8 ± 7,2     |
| ESO 445-59 | Centaure      | E?           | Elliptique            | 13h 51m 39.5s | -30° 29′ 21″ | 4554 ± 4               | 12,41 ± 0,17     | 71,1 ± 5,0     | 85             | 67,6 ± 4,3     |
| ESO 445-65 | Hydre         | S0?          | Lenticulaire          | 13h 52m 46.0s | -29° 55′ 47″ | 4776 ± 3               | 12,79 ± 0,09     | 74,4 ± 5,2     | 87             | 48,3 ± ? A     |
| PGC 48269  | Centaure      | E            | Elliptique            | 13h 39m 10.3s | -30° 44′ 35″ | 4615 ± 45              | 11,787 ± 0,028 B | 72,2 ± 5,1     | 50             | 74,4 ± ? A     |
| PGC] 48911 | Centaure      | S            | Spirale               | 13h 47m 41.7s | -30° 21′ 32″ | 4409 ± 18              | 11,539 ± 0,057 B | 69,0 ± 4,9     | 82             | x              |
| PGC] 48894 | Centaure      | S0           | Lenticulaire          | 13h 47m 23.3s | -30° 25′ 02″ | 4310 ± 6               | 13,57 ± 0,09     | 67,6 ± 4,7     | 65             | 51,3 ± ? A     |

- A Trois mesures ou moins.
- B Dans l'infrarouge proche.

Le site DeepskyLog permet de trouver aisément les constellations des galaxies mentionnées dans ce tableau ou si elles ne s'y trouvent pas, l'outil du site constellation permet de le faire à l'aide des coordonnées de la galaxie. Sauf indication contraire, les données proviennent du site NASA/IPAC.